# Lawngtlai
Lawngtlai är ett distrikt i Indien.   Det ligger i delstaten Mizoram, i den östra delen av landet, 1 700 km öster om huvudstaden New Delhi. Antalet invånare är 117 894.